# François de Péricard (évêque d'Évreux)
Pour les articles homonymes, voir Péricard.
François de Péricard (né en 1583, mort à Paris le 21 juillet/22 juillet 1646 ), ecclésiastique, fut coadjuteur en 1612 puis évêque d'Évreux de 1613 à 1646.

## Biographie
François de Péricard, issu d'une famille originaire de Normandie, est le fils de Nicolas de Péricard, secrétaire du duc Henri de Guise, avocat du roi au bailliage de Rouen et de Jeanne de Croixmare. Il est le neveu de trois évêques Georges de Péricard et François de Péricard qui se succèdent comme évêque d'Avranches de 1583 à 1639 et Guillaume de Péricard, évêque d'Evreux. Il est également l'oncle et homonyme de François de Péricard futur évêque d'Angoulême.
On ignore tout de sa formation bien que le Saint-Siège admette qu'il soit « bachelier en théologie ».
En mai 1610, il obtient une dispense pontificale pour devenir sous-diacre de cathédrale de Rouen malgré son défaut d'âge. Il est ensuite en 1611 diacre et protonotaire apostolique. Il succède à son oncle comme doyen du chapitre de Rouen avant d'être choisi par Guillaume de Péricard devenu évêque d'Évreux comme coadjuteur le 12 décembre 1611 et le même jour nommé évêque titulaire de Tarse et consacré comme tel le 16 décembre 1612 par son oncle. Il succède à ce dernier à l'évêché d'Évreux le 26 novembre 1613 et prend possession du diocèse le 26 janvier 1614. Il participe à plusieurs Assemblées du clergé dès 1614 à Paris en 1621 à Bordeaux et en 1641 à Mantes. Il contribue à l'installation d'une communauté d'Ursulines à Évreux en 1623 et à la fondation d'autres maisons religieuses dans son diocèse : à Verneuil-sur-Avre en 1627, Pont-de-l'Arche en 1634 Pacy-sur-Eure en 1636 et au Neubourg en 1638. À partir de 1643 l'évêque est amené à intervenir et à pratiquer des exorcismes dans l'affaire dite des possessions de Louviers
Il meurt à Paris le 21 juillet/22 juillet 1646 mais son corps est ramené à Évreux et il est inhumé dans le chœur de la cathédrale aux côtés de ses oncles François de Péricard et Guillaume de Péricard et son cœur est destiné à l'abbaye Saint-Nicolas de Verneuil-sur-Avre.